# Jean-Pierre Niceron
Jean-Pierre Niceron (Parigi, 11 marzo 1685 – Parigi, 8 luglio 1738) è stato uno scrittore ed erudito francese.

## Biografia
Niceron studiò al Collegio Mazarino ed entrò nell'Ordine dei barnabiti nell'agosto 1702. Insegnò retorica nel collegio di Loches e, poco dopo, in quello di Montargis, dove rimase dieci anni studiando lingue moderne.
Nel 1716 fu a Parigi, dove scrisse le sue opere letterarie. Il suo intento era quello mettere insieme una serie di articoli bio-bibliografici sui più importanti letterati e scienziati del Rinascimento. Dopo lunghe ricerche, pubblicò nel 1727 il primo volume delle Mémoires pour servir à l'histoire des hommes illustres de la république des lettres avec le catalogue raisonné de leurs ouvrages. Furono 38 i volumi successivamente usciti dal 1728 al 1738, e l'ultimo apparve postumo nel 1740. Il padre Oudin, J.-B. Michauld e l'abate Goujet aggiunsero altri tre volumi alla collezione, della quale fu pubblicata una traduzione tedesca dal 1747 al 1777.
Si è spesso detto che quest'opera manca di metodo e che la lunghezza di molte voci è sproporzionata rispetto allo scarso valore di molti soggetti. Tale critica, per quanto vera, non tiene conto dell'autentica qualità e dell'importanza dell'opera nel suo complesso. Inoltre, le Mémoires contengono un gran numero di informazioni difficilmente ricavabili altrimenti, senza contare le fonti citate.
Niceron tradusse anche diversi libri dall'inglese, come Le voyage de Jean Ovington à Surate et en divers autres lieux de l'Asie et de l'Afrique, avec l'histoire de la révolution arrivée dans le royaume de Golconde (Parigi, 1725) e La Conversion de l'Angleterre au Christianisme comparée avec sa prétendue réformation (Parigi, 1729).